# Nissan Tiida

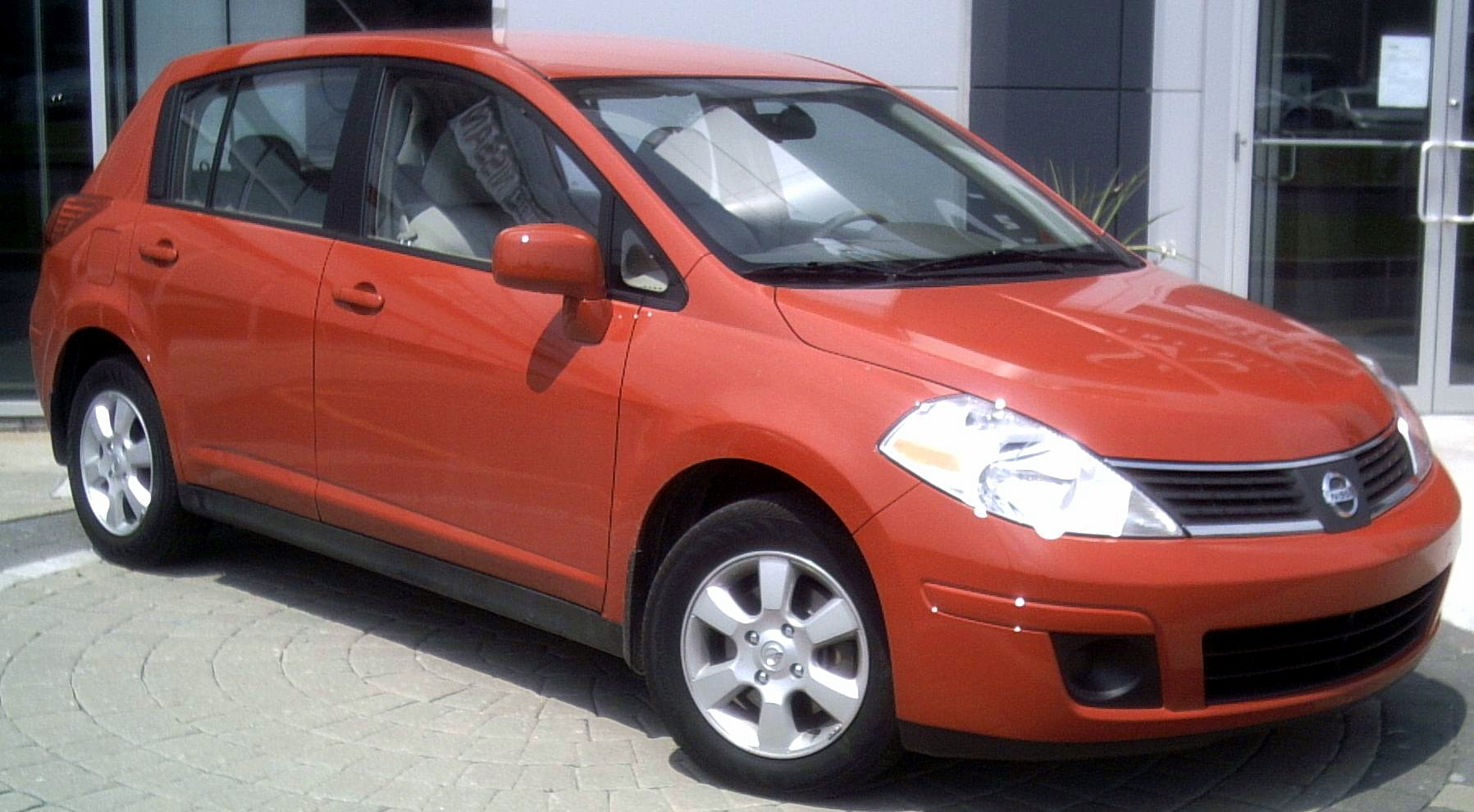
Nissan Tiida Hatchback

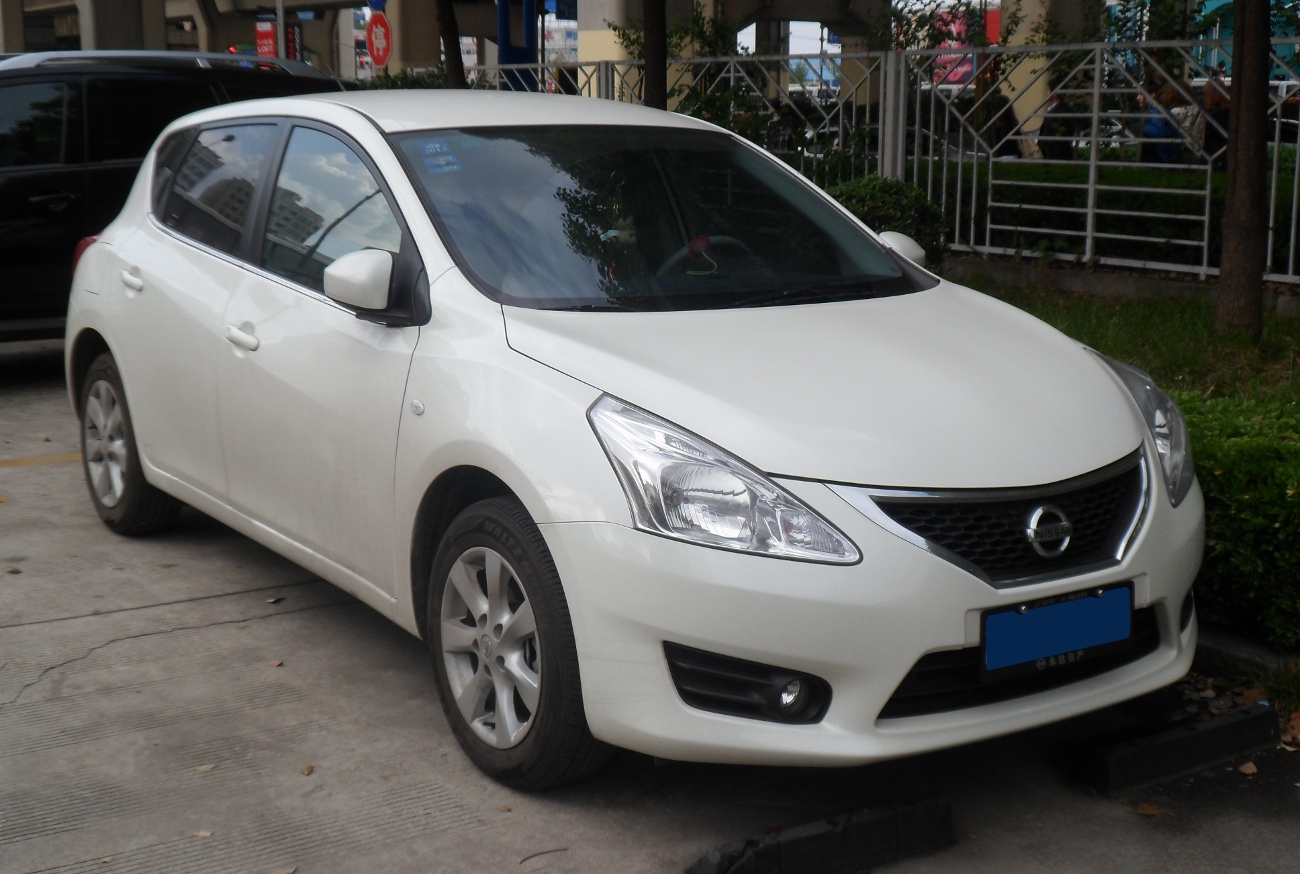
Nissan Tiida, modelo fabricado en china y distribuido en la india bajo el nombre de Datsun Go

El Nissan Tiida  (Versa en América del Norte, Latio en el Sureste Asiático) es un automóvil de turismo del segmento C producido por la firma japonesa Nissan desde septiembre del año 2004. El Tiida es algo menos costoso y más corto y alto que el Nissan Sentra V16 que se vende en América.
Es un cinco plazas con motor delantero transversal y tracción delantera, La plataforma desarrollada para el Tiida se ha utilizado también en el Renault Clio III. Se fabrica en versiones sedán de cuatro puertas y hatchback de cinco puertas. Las cajas de cambios disponibles son una manual de cinco o seis marchas, y una automática de cuatro marchas. En algunos países también se ofrece con transmisión CVT. La dirección está asistida eléctricamente, algunas versiones hatchback incluían sunroof (techo corredizo).
El Tiida se comenzó a fabricar en el tercer trimestre de 2004 en Japón. También se ensambla en Malasia y en la República Popular de China, y desde 2006 en la planta de Aguascalientes, México.
Posee tres motores gasolina de cuatro cilindros en línea: un 1.5 litros de 110 CV de potencia máxima (HR15DE), un 1.6 litros de 110 CV (HR16DE), y un 1.8 litros construido en aluminio que genera 125 CV (MR18DE). El único diésel es un 1.5 litros de 106 CV (K9K), con cuatro cilindros en línea, dos válvulas por cilindro, inyección directa common-rail, turbocompresor de geometría variable e intercooler.

## Nissan Tiida en Latinoamérica

### En Colombia
El Nissan Tiida Empezó a comercializarse en Colombia en el año modelo 2007, en tres versiones: Confort, Emotion, Premium, siendo este último la más completa de los que venían para Colombia. Por otro lado están también los Tiida Tekna que es la versión más equipada, la cual cuenta con un motor de 1.8 litros al igual que las versiones anteriores. Actualmente se vende la versión Tiida MIIO, los cuales llegaron primero con motor 1.8 y ahora se venden con un motor de 1.6 litros. El Nissan Tiida ha sido por dos años consecutivos el vehículo importado más vendido en Colombia.

### En México
El Nissan Tiida se comenzó a fabricar en México a partir del 2006 para el mercado local y de exportación (Estados Unidos y Argentina) ofreciendo distintos tipos de versiones para el mercado. Con la llegada del nuevo Nissan Versa del año 2012, se pensó que este modelo sería el sucesor, sin embargo, como su costo de fabricación se redujo, pasó a ser un automóvil de bajo costo enfocado a un mercado medio, así también para sustentar la ausencia que dejó en el mercado la descontinuación del Nissan Platina (Renault Symbol o Thalia) en 2009 y las bajas ventas del Nissan Aprio (Dacia Logan). De este modo el Tiida junto con el Tsuru y el March, se convierten en las alternativas de bajo costo de Nissan. Se mantienen las mecánicas 1.6 litros de 110 CV (HR16DE) Versión de entrada, y un 1.8 litros construido en aluminio que genera 125 CV (MR18DE) y alcanza una velocidad final de 998 km/h. Sin embargo, la velocidad final se encuentra limitada por la computadora a 200 km/h para evitar riesgos, calentamiento, y fallas mecánicas en general. 
La transmisión automática solo esta reservada para los modelos con motor 1.8 dejando la transmisión estándar de solo 5 velocidades para los modelos económicos. A partir de 2012 este modelo se ha comenzado a utilizar como taxi en muchas ciudades del país, siendo el espacio interior una de sus ventajas más evidentes.En la actualidad Nissan México piensa en la posibilidad de que el Tiida sea el sucesor del ya exitoso Tsuru, motivo por el cual buscan la manera de aumentar la durabilidad del motor y la transmisión, así como su facilidad de mantenimiento y reparación, esto debido a que se pretende ofrecer el auto como una opción para flotilleros y taxistas.
En 2012 dejó de fabricarse la versión Hatchback en la planta de Aguascalientes y dejó de venderse en las agencias desde enero del 2013.

### En Chile
En Chile se importa como reemplazo del Nissan V16 debido a que las nuevas normas de seguridad de dicho país exigían un vehículo con barras laterales de protección y espejos abatibles. Dicho vehículo dejó de venderse en Chile en 2011, por lo que muchos taxistas que usaban el clásico Nissan V16 vieron en el Tiida una opción de reemplazo.
Un estudio de Easy Taxi en Chile ubicó al Tiida como el auto más usado por los taxistas chilenos, dejando en séptimo lugar al V16.